# موهان كومار
موهان كومار (بالإنجليزية: Cyanide Mohan)‏ هو قاتل متسلسل هندي، ولد في 1963.